# まだ僕は生きてる
『まだ僕は生きてる』（まだぼくはいきてる）は、阿部真央の配信限定シングル。2018年7月16日に配信が開始された。

## 解説
阿部真央の“Road to 10th Anniversary”の一環として配信された、前作『K.I.S.S.I.N.G.』から約7か月ぶりのシングルである。なお、この楽曲は2018年10月24日発売のシングル『変わりたい唄』にカップリング曲として、更に弾き語りバージョンがボーナストラックとして収録された。

## 収録曲
1. まだ僕は生きてる
作詞・作曲:阿部真央、編曲:和田建一郎